# Norbert Bischof
Norbert Bischof (* 6. März 1930 in Breslau) ist ein deutscher Psychologe und Systemtheoretiker.

## Leben
Bischof besuchte von 1940 bis 1949 die Oberschulen in Breslau und Bamberg und legte dort sein Abitur ab. Danach begann er für einige Semester das Studium der Physik, Mathematik und Philosophie in Bamberg, studierte jedoch als Schwerpunkt von 1952 bis 1958 Psychologie in München und schloss das Studium mit einem Diplom ab. Anschließend war Bischof als Eignungsgutachter im Institut für Flugmedizin der Deutschen Versuchsanstalt für Luftfahrt, von 1958 bis 1965 als Stipendiat der Deutschen Forschungsgemeinschaft am Max-Planck-Institut für Verhaltensphysiologie, Seewiesen, sowie zwischen 1965 und 1973 als Lehrbeauftragter für Psychologie an der Ludwig-Maximilians-Universität München tätig. 1966 erfolgte die Promotion an der LMU München im Hauptfach Psychologie (bei Rudolf Bergius) und den Nebenfächern Zoologie (bei Hansjochem Autrum) und Philosophie (Aloys Wenzl) mit dem Titel Grundlagen und Probleme einer Psychophysik der Raumwahrnehmung. Anschließende Tätigkeiten führten ihn als wissenschaftlichen Assistenten bei Konrad Lorenz ans Max-Planck-Institut für Verhaltensphysiologie in Seewiesen (1966–1975) und an das Sherman Fairchild Distinguished Scholar am California Institute of Technology auf Einladung Max Delbrücks (1973–1975).
1970 erfolgte die Habilitation an der LMU München. Von 1975 bis 1997 war Bischof ordentlicher Professor für Allgemeine Psychologie experimentell-mathematischer Richtung und Direktor der bio-mathematischen Abteilung des Psychologischen Instituts der Universität Zürich. Seit 1997 ist er Honorarprofessor an der LMU München.
Bischof ist Vater dreier Töchter und lebt mit seiner Frau Doris Bischof-Köhler in Bernried am Starnberger See.

## Werk
Norbert Bischof begann seine wissenschaftliche Karriere bei Erich von Holst und Konrad Lorenz und wurde durch die Erforschung der Inzestbarriere bei Graugänsen bekannt.
Er forschte in Seewiesen, Los Angeles und Zürich. Im Jahr 1982 wurde er zum Mitglied der Gelehrtenakademie Leopoldina gewählt.
Bereits 1966 verfasste er für das Handbuch der Psychologie (hrsg. von Wolfgang Metzger und Heiner Erke) den Beitrag „Erkenntnistheoretische Grundlagenprobleme der Wahrnehmungspsychologie“, die erste systematische Darlegung des Kritischen Realismus für die Psychologie der Wahrnehmung, ein bis heute auch für die erkenntnistheoretische Position der Gestalttheorie maßgebliche Abhandlung. Auch später publizierte Bischof zu  Grundlagenproblemen der Psychologie.
Zu seinen bedeutendsten Werken gehört Das Rätsel Ödipus, in dem er für eine biologische Inzestbarriere argumentiert, und dabei das Zürcher Modell sozialer Motivation herleitet. Dieses Modell gilt mittlerweile als ein wichtiges integratives Modell für menschliche Motivation.
Ein weiteres Werk ist das Buch Kraftfeld der Mythen, in dem die konkreten Implikationen des im Rätsel Ödipus gespannten Rahmenmodells erörtert werden.

„Das zentrale Problem der Mythenkunde ist nicht die Authentizität [Anmerkung: also die Existenz einer Urfassung] sondern die Stabilität der Fabel. Warum sind die echten Mythen auf ihrem langen Weg von Mund-zu-Mund vergleichsweise immun gegen individuelle Willkür, private Phantasien, zufällige Missverständnisse und gutgemeinten Umdeutungen? Wie soll man sich erklären, dass sogar in Sozietäten, die geografisch, kulturell und nicht zuletzt sprachlich weit auseinanderliegen, mythische Inhalte in oft verblüffender Detailtreue übereinstimmen?“

Das Buch geht der Frage nach, inwiefern Mythen einer Art „Darwinschen Auswahl - The Survival of the Fittest“ unterliegen und unterlegen haben.

„Könnte es sein, dass diese Innenwelt die ökologische Nische ist, an die sich die Mythen anzupassen hatten [...]?“

Ferner untersucht es, wie diese mehr als 2000 Jahre überdauern konnten und inwiefern es besondere „alte Geschichten“ sind, die für Menschen existentielle (und damit „psycho-biologische“ bzw. „psychophysische“) Bedeutung haben.
2003 erhielten Norbert Bischof und seine Frau Doris Bischof-Köhler als erstes Forscherehepaar den Deutschen Psychologiepreis.

## Schriften
- Das Rätsel Ödipus. Die biologischen Wurzeln des Urkonfliktes von Intimität und Autonomie. Piper, München 1985.
- Gescheiter als alle die Laffen. Ein Psychogramm von Konrad Lorenz. Piper, München 1993.
- Struktur und Bedeutung. 3., vollständig überarbeitete und erweiterte Auflage. Bern 2016, ISBN 978-3-456-85225-6 (Systemtheorie für Psychologen)
- Das Kraftfeld der Mythen. Signale aus der Zeit, in der wir die Welt erschaffen haben. München/Zürich 1998, ISBN 3-492-22655-8. (Empirische Analyse von Mythen.)
- Psychologie. Ein Grundkurs für Anspruchsvolle. 3., durchgesehene Auflage. Kohlhammer, Stuttgart 2014, ISBN 978-3-17-023997-5.
- Moral: Ihre Natur, ihre Dynamik und ihr Schatten. Böhlau, Köln 2012, ISBN 978-3-412-20893-6.

## Belege
1. ↑  Private Homepage von Norbert Bischof und Doris Bischof-Köhler, abgerufen am 10. Februar 2021.
2. ↑  Mitgliedseintrag von Norbert Bischof bei der Deutschen Akademie der Naturforscher Leopoldina, abgerufen am 29. Juni 2016.
3. ↑  Norbert Bischof: Erkenntnistheoretische Grundlagenprobleme der Wahrnehmungspsychologie. 1966. (PDF; 13 MB)
4. ↑  Siehe insbesondere Bischofs System und Bedeutung und Psychologie. Ein Grundkurs für Anspruchsvolle.

| Personendaten    | Personendaten        |
| ---------------- | -------------------- |
| NAME             | Bischof, Norbert     |
| KURZBESCHREIBUNG | deutscher Psychologe |
| GEBURTSDATUM     | 6. März 1930         |
| GEBURTSORT       | Breslau              |